# Giuseppe Rondinini
Giuseppe Rondinini (o Rondanini; 1725 – Castel Bolognese, 1801) è stato un mecenate italiano, noto per le sue collezioni d'arte custodite nell'omonimo palazzo che fece costruire a Roma nel 1750 dagli architetti Gabriele Valvassori in collaborazione con Alessandro Dori.

## Biografia
Nacque nel 1725 in seno alla nobile famiglia di origine romagnola dei marchesi Rondanini, trasferitasi da Faenza a Roma per svolgere importanti incarichi presso la corte pontificia.
Giuseppe Rondinini o Rondanini, nel 1750 fece erigere l'omonimo palazzo di via del Corso a Roma, attuale numero civico 518, dove le personalità in visita alla capitale potevano ammirare la ricca collezione d'arte classica di famiglia che lui stesso con fine gusto contribuiva ad arricchire. Nel cortile di questo palazzo, che conserva tutt'oggi il paramento lapidario originale, era stata collocata in una nicchia la pietà di Michelangelo, ultima estrema fatica del grande maestro già quasi cieco, acquistata dalla sua famiglia nel 1744.
Nel 1784, all'età di sessanta anni, sposò la nobildonna irlandese Elizabeth Kenneis (1764–1796) che però morì prematuramente senza avergli dato un erede.
Giuseppe Rondinini morì nel 1801 a  Castel Bolognese all'età di settantasei anni e fu sepolto a Roma nella Chiesa di Sant'Onofrio al Gianicolo.